# Дорошкевич Олександр Костянтинович
Дорошкевич Олександр Костянтинович, псевдонім — С.Дорош (* 15 (3) вересня 1889, Бронниці нині Московська область — † 1 квітня 1946, Київ) — український літературознавець і літературний критик, педагог, автор підручників з історії української літератури. Очільник відділу середньої школи департаменту вищої та середньої освіти Міністерстві народної освіти Української Держави Гетьмана Павла Скоропадського, співробітник ВУАН. Редактор повного зібрання творів Пантелеймона Куліша у 20-ти томах. 
Керівник київської філії Інституту Т. Шевченка. Учень і співробітник академіка Сергія Єфремова.
Жертва московського окупаційного терору.

## Біографія
Брат Бориса Дорошкевича. Родина походила з Борзенського повіту на Гетьманщині.
Дотримуючись спочатку настанов неонародницької школи, Олександр Дорошкевич став згодом на позиції соціологічної школи у літературознавстві, намагаючись застосувати соціологічний метод у своїх працях і погодити його з вимогами наукового досліду. Був автором широко вживаних і багато разів перевиданих підручників з історії української літератури, серед них «Хрестоматія з історії української літератури» (т. І., вип. 1, К., 1918, друге вид. 1920), Хрестоматія «20—40-ві роки в українській літературі» (І — 1922, ІІ — 1924), «Українська література» (1-е вид.: К., 1922, 2-е — 1927, 3-є — 1928), дозволений Наркомосвітою УССР до вжитку по робітничих факультетах, курсах та профшколах «Підручник історії української літератури» (1-5 вид. — 1924—1930). Був також автором праць і статей про методику навчання літературі у школі, між ними «Українська література в школі» (К, 1921), редактором низки нових видань творів українських письменників, в тому числі 3-томового видання творів Тараса Шевченка (ЛІМ, Х., 1933), текст якого був упорядкований за принципами, викладеними Олександром Дорошкевичем у статті «Принципи організацій тексту Шевченкової поезії» (Життя і революція,1932, кн. VI-VII) і яке до видання було конфісковане совєтською владою. За його редакцією і з його статтями вийшли видання творів Івана Карпенка-Карого (Тобілевича) (1925), Івана Франка (1926), Володимира Самійленка (1926), Марка Вовчка (1928), Пантелеймона Куліша, Ольги Кобилянської та інших.

### Сталінський терор
28 листопада 1929 року Олександр Дорошкевич був обраний головою зборів колективу ВУАН, скликаних з приводу викриття СВУ, і виступав на цих зборах із засудженням цієї «антирадянської контрреволюційної організації». Але ні все те, ні наполегливе застосування ним соціологічного методу в літературознавстві, ні статті про тісні взаємини української з російською літературою, ні навіть виступи проти Сергія Єфремова і СВУ, не врятували професора Олександра Дорошкевича від репресій. В розмовах з друзями визнавав у 1932 році створену в науці внаслідок втручання партії ситуацію нестерпною і задумував навіть покидати працю в Інституті Шевченка. 3годом опинився в ролі цькованого і в середині 30-х років був висланий з України на Урал, для праці в одному з Педагогічних інститутів. Повернувся на Україну в останні роки життя і працював ще трохи в Інституті літератури ім. Шевченка, не беручи вже активної участі в його публікаціях, таких, як «Наукові записки» і «Радянське літературознавство». Помер 1946 року.

## Основний творчий доробок
Важливіші літературознавчі праці і статті Олександра Дорошкевича:
- Статті в книзі «Іван Котляревський — „Енеїда“», К., 1919
  - «Іван Котляревський»
  - «Місце твору Котляревського серед інших „Енеїд“»
  - «Українська література XVIII ст. та „Енеїда“ Котляревського»
- «Природа в поезії Шевченка» (Шевч. Збірник, К., 1921)
- «Леся Українка»(«Глобус», 1923, № 1)
- «Ідеологічні постаті в українській .літературі після Шевченка» (Ч. Ш., 1923, чч. 4-5 і 6)
- «Критичні замітки про „Преніе Панагіота съ Азимитомъ“» (ЗІФВ, ІІ-ІІІ, 1923)
- «Шевченко — деякі проблеми з шевченкознавства» (Рад. Освіта, 1923, Ч. 3—4)
- «Шевченко в соціалістичному оточенні» (Шевч. з6., І, 1924)
- «З Кулішевого архіву» (Укр., 1924, кн. 4)
- «Шевченеко і петрашевці в 40 рр.» (Шевченко та його доба, з6. ІІ, 1926)
- Нові матеріали про Щоголева (Ж. і Р., 1926, кн. IV)
- «Драгоманов в українській критиці» (Ж. і Р., 1926, кн. ІІ-ІІІ)
- «Куліш на засланні» і «Куліш героєм роману» (у з6. «Пантелеймон Куліш», К., 1927)
- «Куліш і Милорадовичівна» (К, 1927)
- «До питання про вплив Герцена на Шевченка» (з6. Шевченко, І., К, 1928)
- «Листи М. П. Драгоманова до О. М. Пипіна» («За сто літ», кн. ІІІ, 1928)
- «Чернишевський та український літературногромадський рух» (Вісті ВУАН, І928, № 1-3)
- «Етюди з Шевченкознанства» (Х., 1930)
- «Максим Горький та українська література» (Ж. і. Р., 1932, кн. 10).
- «Українська проза Марка Вовчка» (Докторська дисертація, 1943; повторне видання Київ: Видавництво Академії Наук УРСР, 1946)
- Дорошкевич Ол. Українська культура в двох столицях Росії : (іст.-літ. нарис) / Ол. Дорошкевич. — Київ : Укрдержвидав, 1945. — 37 с. [Архівовано 27 вересня 2020 у Wayback Machine.]
- Дорошкевич О. Методологічна концепція в ”Історії українського письменства” С. Єфремова / Ол. Дорошкевич. – Б. м. : Друк. ім. Фрунзе, 1931?. – 53 с. [Архівовано 27 вересня 2020 у Wayback Machine.]
- Дорошкевич Ол. Підручник історії української літератури / Ол. Дорошкевич. — Вид. 4-те. – Київ : Книгоспілка, 1929. — 351 с. [Архівовано 23 вересня 2020 у Wayback Machine.]
- Дорошкевич Ол. Підручник історії української літератури / Ол. Дорошкевич. — Харків ; Київ : Книгоспілка, 1924. — XVI, 364, 1 с. [Архівовано 3 серпня 2020 у Wayback Machine.]

Був також редактором збірника статей «Коцюбинський», Т. І (Х.-К., 1931).
Брав участь в літературній дискусії 1925—1928 pp. — проти Хвильового й Зерова, з'ясовуючи свої погляди у статті «Ще слово про Європу» (Ж.. і Р., 1925, кн. V1-VII).